# Anotogaster nipalensis
Anotogaster nipalensis – gatunek ważki z rodziny szklarnikowatych (Cordulegastridae).